# 下伊那赤十字病院
下伊那赤十字病院（しもいなせきじゅうじびょういん）は、長野県下伊那郡松川町にある医療機関である。日本赤十字社長野県支部が設置する病院である。

## 沿革
- 1949年（昭和24年）9月8日 - 下伊那郡町村会の誘致で、下伊那郡鼎町大字鼎1890番地（現飯田市鼎上山1890）に下伊那赤十字診療所を開設。
- 1951年（昭和26年）9月1日 - 下伊那赤十字病院として発足。
- 1974年（昭和49年）2月 - 下伊那郡松川町が病院移転敷地を寄贈し取得する。
- 1975年（昭和50年）5月 - 下伊那郡松川町の要請により松川町に病院を移転し、診療開始。
- 1992年（平成4年）12月 - 病院新館が完成し、開設する。
- 1999年（平成11年）4月 - 訪問看護ステーションを開設する。
- 2000年（平成12年）2月 - 日本医療機能評価機構により認定病院に指定される。

## 診療科
- 内科
- 小児科
- 外科
- 整形外科
- 産婦人科
- 泌尿器科
- 耳鼻咽喉科
- 眼科
- 放射線科
- リハビリテーション科
- 人間ドック

診療協働部門
- 看護部
- 薬剤部
- 医療技術部
- 医療社会事業部
- 事務部

付帯施設
- 健診センター
- 訪問看護ステーション

## 医療機関の指定等
- 保険医療機関
- 第二次救急指定医療機関（病院群輪番病院）
- 災害対策基本法指定機関

## 交通アクセス
- 東海旅客鉄道飯田線伊那大島駅下車、徒歩約10分程度。
- 中央自動車道松川ICより、長野県道59号を通行。